# Cydrela spinifrons
Cydrela spinifrons är en spindelart som beskrevs av Hewitt 1915. Cydrela spinifrons ingår i släktet Cydrela och familjen Zodariidae. Inga underarter finns listade i Catalogue of Life.